# Żytnia
Żytnia – wieś w Polsce położona w województwie mazowieckim, w powiecie siedleckim, w gminie Siedlce. Ma status sołectwa. Leży 5 km od centrum Siedlec, nad Muchawką dopływem Liwca.
W latach 1975–1998 miejscowość administracyjnie należała do województwa siedleckiego.
Wierni Kościoła rzymskokatolickiego należą do parafii Świętego Józefa w Siedlcach.
Przez Żytnię przebiega droga powiatowa do wsi Strzała i w odległości 2 km od wsi droga krajowa
63 Węgorzewo-Siedlce-Sławatycze.